# Lumio
Lumio (korziško Lumiu) je naselje in občina v francoskem departmaju Haute-Corse regije - otoka Korzika. Leta 2007 je naselje imelo 1.110 prebivalcev.

## Geografija
Kraj leži v severozahodnem delu otoka Korzike nad istoimenskim zalivom, 82 km jugozahodno od središča Bastie.

## Uprava
Občina Lumio skupaj s sosednjo občino Calvi sestavlja kanton Calvi s sedežem v Calviju. Kanton je sestavni del okrožja Calvi.

## Zanimivosti
- baročna župnijska cerkev sv. Marije iz začetka 19. stoletja,
- romanska pokopališka kapela sv. Petra in Pavla iz 12. stoletja,
- turistični kompleks Marine de Sant'Ambrogio,
- priobalni genoveški stolpi Tour de Caldano, Tour de Spano in Tour de Lomellini.